# Sergio Lira
Sergio Lira Gallardo (né le 24 août 1957 à Tamiahua) est un joueur de football mexicain.